# Ōshiro Noboru
 (février 2023).
La mise en forme du texte ne suit pas les recommandations de Wikipédia : il faut le « wikifier ».
Les points d'amélioration suivants sont les cas les plus fréquents. Le détail des points à revoir est peut-être précisé sur la page de discussion.
- Les titres sont pré-formatés par le logiciel. Ils ne sont ni en capitales, ni en gras.
- Le texte ne doit pas être écrit en capitales (les noms de famille non plus), ni en gras, ni en italique, ni en « petit »…
- Le gras n'est utilisé que pour surligner le titre de l'article dans l'introduction, une seule fois.
- L'italique est rarement utilisé : mots en langue étrangère, titres d'œuvres, noms de bateaux, etc.
- Les citations ne sont pas en italique mais en corps de texte normal. Elles sont entourées par des guillemets français : « et ».
- Les listes à puces sont à éviter, des paragraphes rédigés étant largement préférés. Les tableaux sont à réserver à la présentation de données structurées (résultats, etc.).
- Les appels de note de bas de page (petits chiffres en exposant, introduits par l'outil «  Source ») sont à placer entre la fin de phrase et le point final[comme ça].
- Les liens internes (vers d'autres articles de Wikipédia) sont à choisir avec parcimonie. Créez des liens vers des articles approfondissant le sujet. Les termes génériques sans rapport avec le sujet sont à éviter, ainsi que les répétitions de liens vers un même terme.
- Les liens externes sont à placer uniquement dans une section « Liens externes », à la fin de l'article. Ces liens sont à choisir avec parcimonie suivant les règles définies. Si un lien sert de source à l'article, son insertion dans le texte est à faire par les notes de bas de page.
- La présentation des références doit suivre les conventions bibliographiques. Il est recommandé d'utiliser les modèles {{Ouvrage}}, {{Chapitre}}, {{Article}}, {{Lien web}} et/ou {{Bibliographie}}. Le mode d'édition visuel peut mettre en forme automatiquement les références.
- Insérer une infobox (cadre d'informations à droite) n'est pas obligatoire pour parachever la mise en page.

Pour une aide détaillée, merci de consulter Aide:Wikification.
Si vous pensez que ces points ont été résolus, vous pouvez retirer ce bandeau et améliorer la mise en forme d'un autre article.
Ōshiro Noboru (大城 のぼる) (né le 25 Octobre 1905 a Tokyo, Japon, mort le 26 Mai 1998) était un mangaka japonais. Il fut l'un des premiers dessinateurs du genre Story manga.

## Biographie
Il publie son premier manga en 1932 dans le magazine Manga Chinpon (漫画チンポン). En 1940, avec le scénariste Asahi Tarō (旭太郎), il publie l'un des premiers mangas de science-fiction intitulé Kasei Tanken (火星探検, Eng. « Mars Expedition »). Il s'agit d'un petit garçon, fils de scientifique, qui se rend sur Mars dans un rêve avec ses deux amis (un chat et un chien). 
Dans Kisha Ryokō (記者旅行), « Un voyage en train »), publié en volume relié en 1941, Ōshiro décrit le voyage d'un père avec son fils de Tokyo à Kyoto. Les deux mangas ont d'abord été publiés sous la forme d'un livre en trois couleurs. Ses autres bandes dessinées incluent Yukai na tenkentai (愉快な探検隊), Yukai na tekkōsho (愉快な鉄工所), Shōjo Shiragiku (少女白菊) et Bōken Tā-chan (冒険ターちゃん), 1948).
Bien qu'Ōshiro ait été éclipsé par d'autres illustrateurs de son temps (tels que Suihō Tagawa), ses œuvres de science-fiction ont influencé Osamu Tezuka et Leiji Matsumoto, deux des mangaka de science-fiction les plus populaires de l'après-guerre, ainsi que l'écrivain Sakyō Komatsu. Il meurt d'une pneumonie en 1998 à l'âge de 92 ans.